# 鉄道史資料保存会
鉄道史資料保存会（てつどうししりょうほぞんかい）とは、大阪府大阪市にある鉄道史料の蒐集、保存を目的とする団体である。

## 設立
1970年頃から形式図集や時刻表の翻刻頒布を始めていた太陽社奥田印刷所代表の奥田晴彦を筆頭に、鉄道友の会阪神支部の一部メンバーを中心とする鉄道史資料の散逸と消失を惜しむ人々によって1975年秋に創設された。
初代会長は、大阪市交通局で路面電車廃止時に史資料の保存に大きな役割を果たした宮本政幸で、1976年1月より奥田を編集長として季刊体制にて会報『鉄道史料』の頒布を開始、平行して様々な鉄道関連史資料の翻刻出版事業に取り組み始めた。

## 刊行物
鉄道史資料保存会の創設以来、現在に至るまで刊行が継続されている会報『鉄道史料』は、その誌上に図面や古写真といった貴重な1次資料の翻刻を多数掲載し続けている点で、他の一般的な鉄道雑誌などとは一線を画する。
その内容は、明治期の蒸気動車や客貨車、戦前期の電車や気動車、あるいは戦前の日本で統治地域向けに製造した車両など、主に古い車両関係資料の掲載を基軸とするが、内燃動車研究の大家である湯口徹や古典客車研究で知られる鈴木啓之らによる一連の車両研究記事や、上野結城による『伊勢電気鉄道史』などの、社史を刊行することなく終わった私鉄の社史研究記事、それに高山禮蔵による古地図研究記事など、貴重な史資料を基礎とした研究記事も多数掲載されている。
また、その一方で奥野が地方私鉄を回って統一された記法の下で複写・製図した車両形式図集や、『鉄道史料』の編集長を創刊から120号まで務めた奥田のライフワークとなった関西鉄道の研究書第1弾である『関西鉄道略史』、また日本車輌製造製台車の組み立て図を集成した『NSKトラック組立図』といった単行本の刊行もその最初期より行っており、その数は奥田が没する2009年4月までに刊行されたものに限っても117冊もの多数に達している。
それらの中には、近畿一円の図書館からの注文が殺到し、急遽例外的に増刷の手配がとられた竹田辰夫の『阪和電気鉄道史』や、日本車輌製造との共同編集による『日車の車輌史』シリーズなどが含まれており、また各種組立図集などの他、『大阪電気軌道営業報告書』のようにまとまった形での蒐集が困難な資料の翻刻刊行や、『新京阪車輛構造図集』のように劣悪な状態の資料の修復刊行など、通常の商業出版では刊行困難なものも公刊書籍として出版し続けてきたことは特筆される。

### 『鉄道史料』主な所蔵施設
- 大阪府立中之島図書館：1号～
- 国立国会図書館本館：24号(1981年)以降(33号欠)　関西館：114号、122号以降
- 鉄道博物館ライブラリー：1号以降
- 京都鉄道博物館図書資料室
- 東京都立多摩図書館：1、7、8、22(1981年)～100号(2000年)
- 三重県立図書館：32(1983年)～58、66～100号

図書館によっては、地元に関する記事が掲載された号のみ所蔵している場合もある(神戸市立図書館など)。
『鉄道史料』は最新号の刊行からしばらくして、鉄道ピクトリアル、鉄道ファンの新刊図書欄に最新号の情報と購入方法が掲載される。鉄道ピクトリアルは内容、鉄道ファンは連絡先と取扱書店(大阪・東京にのみ存在)が詳細である。最新号のみ書泉グランデで通販が行われることがある。バックナンバーの在庫状況は『鉄道史料』の誌上に掲載される。公式サイトは無い。

## 受賞
上記のように、長期にわたって貴重な史資料の蒐集・保存に努め、また33年の間に120冊もの会誌を刊行しそれらの史資料の公開を続けてきた功績が評価され、鉄道友の会による「島秀雄記念優秀著作賞」特別部門賞を『定期刊行物「鉄道史料」の継続出版に対して』として2008年に受賞している。